# Heretshausen

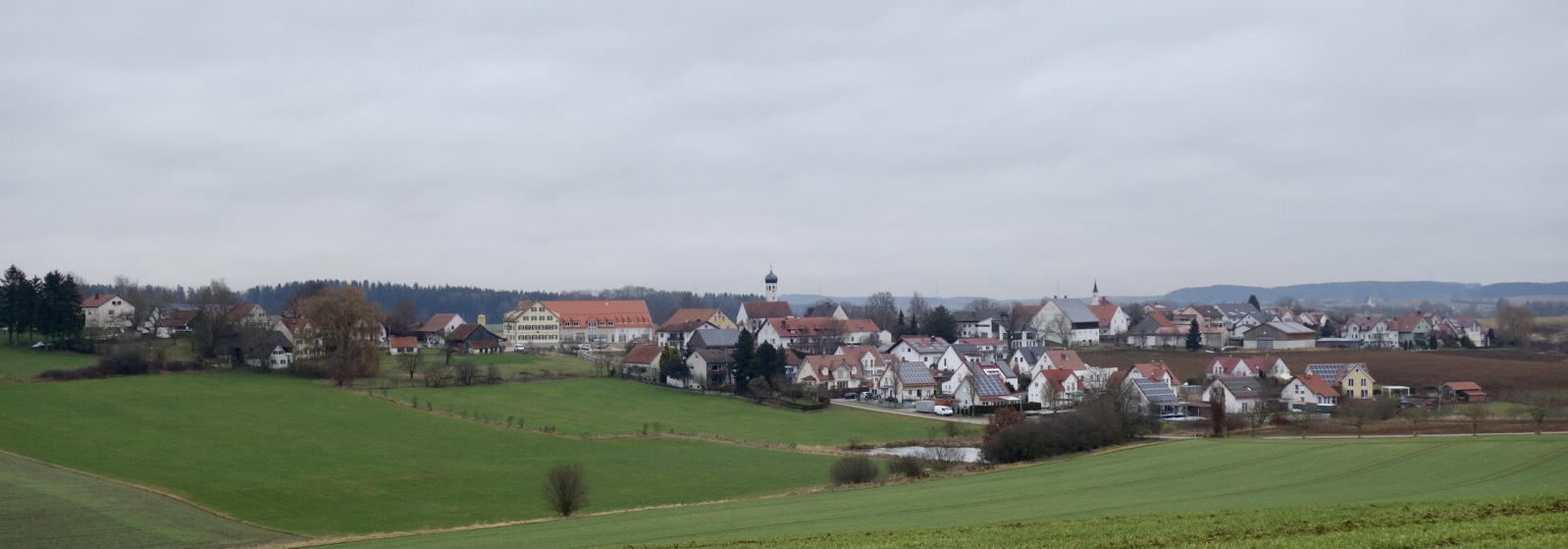
Heretshausen von Süden

Heretshausen ist ein Pfarrdorf im östlichen Landkreis Aichach-Friedberg. Der Ort liegt etwa 20 Kilometer östlich der Stadt Augsburg und etwa zwei Kilometer nördlich von Adelzhausen, dessen Gemeindeteil Heretshausen seit 1972 ist.

## Geschichte
Der Ort Heretshausen wurde urkundlich erstmals im 9. Jahrhundert unter dem Namen Herineshusir (= Siedlung des Herideo) erwähnt. Funde einer Villa rustica und eines Brandgräberfelds belegen jedoch eine römische Besiedlung der Gegend.
Heretshausen erfuhr zunächst Bedeutung durch seine Lage an der ehemaligen Via Julia, die später als Salzstraße von Augsburg nach Freising und Reichenhall diente.
Mit dem Zweiten Gemeindeedikt vom 17. Mai 1818 wurde aus den vier landgerichtsunmittelbaren Orten des Steuerdistrikts Adelzhausen, Haunsried, Heretshausen, Irschenhofen und Michelau, die Gemeinde Heretshausen gebildet.
Den Status einer politisch selbständigen Gemeinde hielt der Ort bis zum 1. April 1972. Dann wurde er im Zuge der kommunalen Neuordnung Bayerns in die Gemeinde Adelzhausen eingegliedert.

## Baudenkmäler

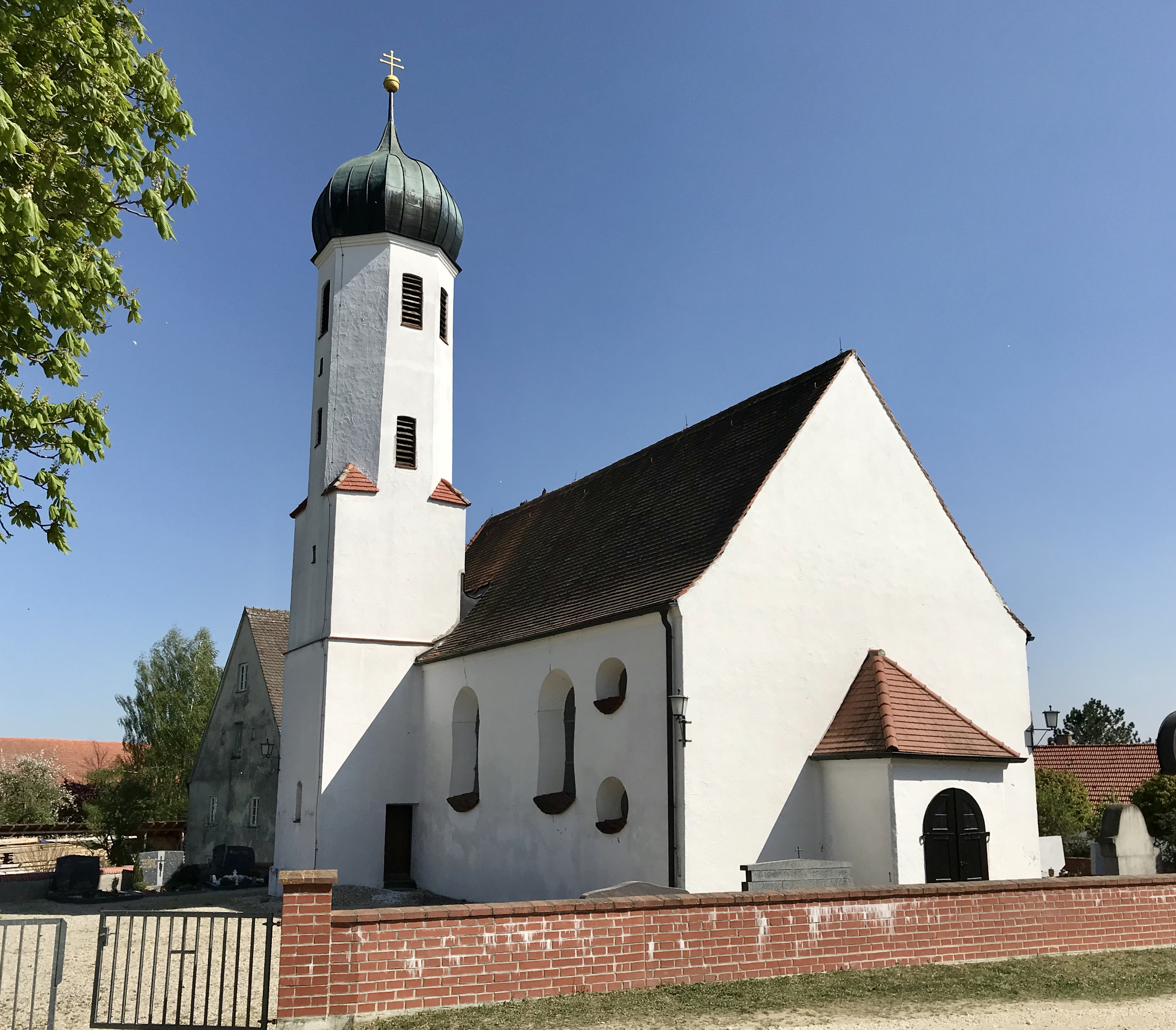
Pfarrkirche St. Laurentius

Siehe auch: Liste der Baudenkmäler in Heretshausen
Das Bild des Ortes wird geprägt von der katholischen Pfarrkirche St. Laurentius. Der Chor der Kirche stammt aus dem 15. Jahrhundert, das barocke Langhaus wurde Mitte des 18. Jahrhunderts errichtet.
Daneben befindet sich am östlichen Ortsrand die im gotischen Stil erbaute katholische Kirche St. Leonhard. Sie wurde erstmals im Indersdorfer Salbuch aus dem Jahr 1493 erwähnt.
Siehe auch: Pfarrhaus (Heretshausen)

## Bodendenkmäler
Siehe: Liste der Bodendenkmäler in Heretshausen